# Mogollon Monster

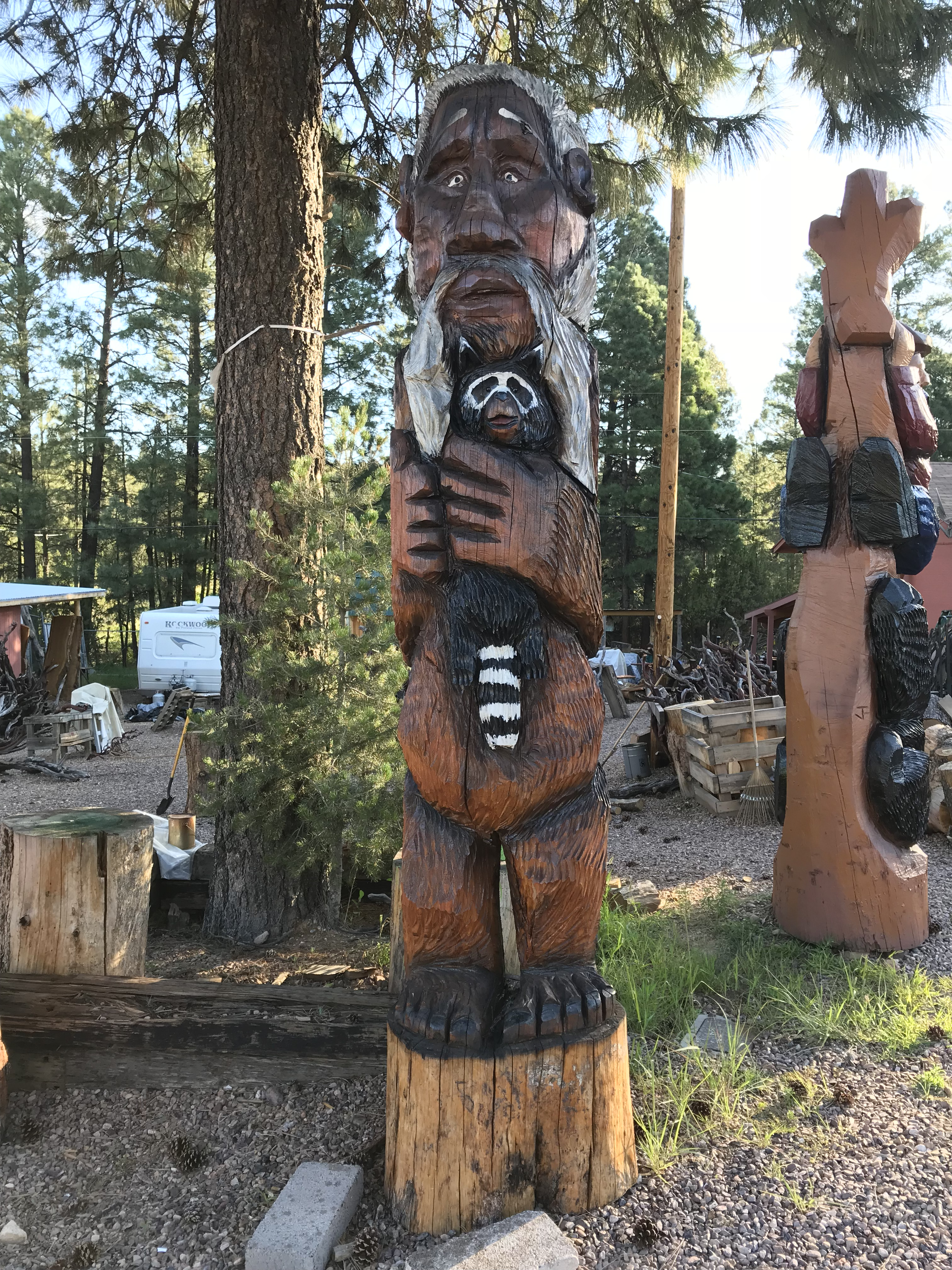
Mogollon Monster no cultura local.

No folclore do Arizona,  o Monstro de Mogollon é uma criatura que se acredita habitar o centro e leste do estado do Arizona ao longo do Vale Mogollon.
Relatórios de pegadas, vídeos e amostras de cabelo têm sido documentados por entusiastas.  Os principais biólogos permanecem céticos quanto à existência de tal criatura.

## Descrição

### Características físicas
O Monstro de Mogollon é considerado um bípede e  humanóide, com mais de 2 metros de altura, com força sobrehumana, e olhos grandes que alguns afirmam ser "selvagens e vermelhos". Diz que seu corpo está coberto de longos cabelos pretos ou marrons avermelhados, com a exclusão do peito, rosto, mãos e pés. Relatórios afirmam que tem um odor forte e pungente descrito como o de "peixe morto" ou um gambá.

### Comportamento
As histórias dizem que a criatura é noturna, onívora, muito territorial e às vezes muito violenta. É geralmente relatado como: caminhar com passos largos e desumanos; deixar para trás pegadas de 22 polegadas de comprimento; pássaros mímicos, coiotes e outros animais silvestres; emitir sons incomuns de assobio; explorar campos depois de escurecer; construir "ninhos" de agulhas de pinheiro, galhos e folhas; e lançar pedras de locais que estão escondidos da vista. Dizem que a criatura também decapita cervos e outros animais selvagens antes do consumo.
Em numerosos relatórios, diz-se que o monstro emite um grito de "gelar o sangue"; descrito como soando como uma mulher em "grande aflição". Os relatos da criatura descrevem regularmente um "silêncio sinistro antes do encontro, uma quietude apreciável no bosque que geralmente envolve animais predadores".